# Молодых, Станислав Семёнович
Станислав Семёнович Молодых (1942, село Быково под Белгородом — 2003) — советский и российский художник. Автор картин на историческую тематику, портретов, натюрмортов, пейзажей.

## Биография
Родился в период Великой Отечественной войны, в семье Семёна Петровича Молодых, который ушёл воевать, а мать, Софья Савельевна воспитывала его старшего брата, всего у родителей было семеро детей, окончил с отличием Курское художественное училище.
В 1964—1970 годы продолжил учёбу в Ленинградском институте живописи, скульптуры и архитектуры им. И. Е. Репина.
В 1970—1973 годах был принят в творческую мастерскую ректора института, профессора В. М. Орешникова.
Автор картин, связанных с историей России, таких как «Коллективизация. Год 1929» (1971—1977), «Восстание Емельяна Пугачева» (1980), осенний вариант Пугачевщины «1773 год» (1981—1982).
Эти работы и многие другие находятся в коллекции Белгородского государственного художественного музея.
Жил Станислав Семёнович в Санкт-Петербурге. Умер в 2003 году от сердечного приступа в небе над Сиэтлом, когда летел в США. 
Прах после кремации захоронен в колумбарии Никольского кладбища Александро-Невской лавры.

## Семья
- Отец — Семён Петрович Молодых
- Мать — Софья Савельевна
- Брат — Александр Семёнович Молодых, был женат на художнице Нине Тимофеевне Молодых

## Память
В 2011 году в честь художника в Белгороде названа улица.
В январе 2017 года в Белгородском художественном музее прошла презентация выставки малого формата «Станислав Молодых — мастер исторической картины» с пресс-показом. Выставка приурочена к 75-летию со дня рождения художника.